# José Amedo
José Amedo (21 juin 1918 – 30 mai 2010) était un tireur espagnol. Il participa à l'épreuve de tir à 50 mètres lors des Jeux olympiques d'été de 1968.